# Centropyge tibicen
El pez ángel enano Centropyge tibicen es un pez marino, de la familia de los Pomacanthidae. 
Su nombre común en inglés es Keyhole angelfish, o pez ángel cerradura. Es una especie ampliamente distribuida, común, y con poblaciones estables en su rango de distribución geográfica. Es una especie frecuentemente exportada para el mercado de acuariofilia.

## Morfología
Posee la morfología típica de su género, cuerpo ovalado y comprimido lateralmente, y aletas redondeadas. La coloración base de cabeza, cuerpo y aletas es azul oscuro, casi negro. Tiene una mancha distintiva blanca, alargada e irregular, a los lados del cuerpo, a la altura de las espinas dorsales octava y duodécima. Los bordes submarginales de las aletas caudal, anal y dorsal son azul eléctrico claro, aunque en el caso de la anal es un submargen más interior, porque tiene el borde en amarillo, al igual que la parte posterior de las aletas pélvicas. 
Tiene 14 espinas y 15-16 radios blandos dorsales; 3 espinas y 16-17 radios blandos anales.
Es la especie más larga del género, y alcanza los 19 cm de largo.

## Hábitat y comportamiento
Especie asociada a arrecifes y clasificada como no migratoria.
Su rango de profundidad está entre 4 y 55 metros.
Especie relativamente no común en áreas mixtas de coral y escombro, tanto de lagunas, como en arrecifes exteriores.
Ocurre solitario o en pequeños harenes de 3 a 7 individuos.

## Distribución geográfica
Se distribuye en el océano Indo-Pacífico, siendo especie nativa de Australia (Lord Howe Is.); Camboya; China; Filipinas; Fiyi; Indonesia; Japón; Malasia; islas Marianas del Norte; Micronesia; isla Navidad; Isla Norfolk; Nueva Caledonia; Palaos; Papúa Nueva Guinea; Islas Salomón; Singapur; Tailandia; Taiwán (China); Tonga; Vanuatu y Vietnam.

## Alimentación
Es principalmente herbívoro, aunque se nutre también de ascidias y pólipos de corales duros.

## Reproducción
Son ovíparos, de fertilización externa, y no cuidan sus alevines.
Como todas las especies de Centropyge estudiadas al respecto hasta la fecha, son hermafroditas protoginicas, esto significa que todos nacen hembras, y a un dado momento, se transforman en machos. Se organizan en harenes de un macho y varias hembras.
El cambio de sexo se completa en un periodo de 29 a 35 días.